# Adinandra eymae
Adinandra eymae är en tvåhjärtbladig växtart som beskrevs av Clarence Emmeren Kobuski. Adinandra eymae ingår i släktet Adinandra och familjen Pentaphylacaceae. Inga underarter finns listade i Catalogue of Life.